# 27-ма піхотна дивізія (Третій Рейх)
27-ма піхотна дивізія (Третій Рейх) (нім. 27. Infanterie-Division) — піхотна дивізія Вермахту за часів Другої світової війни. 1 листопада 1940 переформована на 17-ту танкову дивізію.

## Історія
27-ма піхотна дивізія була створена 1 жовтня 1936 в Аугсбурзі в VII-му військовому окрузі (нім. Wehrkreis VII).

## Райони бойових дій
- Німеччина (жовтень 1936 — жовтень 1938);
- Чехословаччина (жовтень 1938);
- Німеччина (жовтень 1938 — вересень 1939);
- Польща (вересень 1939 — травень 1940);
- Франція (травень — листопад 1940).

## Командування

### Командири
- генерал-майор Еміль Райшле (нім. Emil Reischle) (1 жовтня — 21 грудня 1936[1]);
- генерал-лейтенант Фрідріх Бергманн (нім. Friedrich Bergmann) (1 січня 1937 — 5 жовтня 1940);
- генерал-лейтенант Ганс-Юрген фон Арнім (нім. Hans-Jürgen von Arnim) (5 жовтня — 1 листопада 1940).